# Новая Южная Гренландия

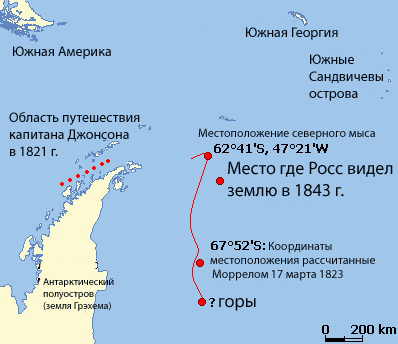
Карта, показывающая местоположение берега «Новой Южной Гренландии» (1823) (красная линия) и «видение», наблюдавшееся Джеймсом Россом в 1843 году. Линия из точек показывает область, исследованную капитаном Джонсоном в 1821 году.

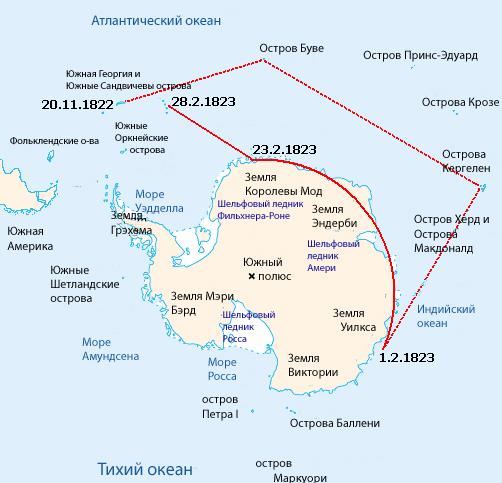
Карта, показывающая путь шхуны «Уосп» с 20 ноября 1822 по 28 февраля 1823, на основе позиций, заявленных Мореллом. Большая часть обратного пути (обозначен сплошной линией) проходит по территории антарктического материка.

Но́вая Ю́жная Гренла́ндия (Ю́жная Гренла́ндия, реже Земля́ Мо́релла) — остров-призрак, зарегистрированный в марте 1823 года американским капитаном Бенджамином Мореллом в ходе промышленно-исследовательской экспедиции на шхуне «Уосп» (англ. Wasp — «Оса») в антарктическом море Уэдделла. В своей книге «Рассказ о четырёх путешествиях» («англ. Narrative of Four Voyages»), написанной девять лет спустя, Морелл указал точные координаты острова и дал приблизительное описание его береговой линии, простиравшейся, по его заявлению, более чем на 480 км.

## Предыстория
Во времена путешествия Морелла география тогда ещё безымянного моря Уэдделла и прилегающих к нему областей была совершенно неизвестна, что способствовало правдоподобности заявлений Морелла, обладавшего репутацией мистификатора. Однако явные ошибки в его отчёте о походе подорвали доверие к его заявлениям и породили сомнения. Тем не менее, его версию существования мифической земли окончательно развеяли только антарктические экспедиции в начале XX столетия. До этого не предпринималось направленных попыток исследования данной земли. Корабли практически не заходили в море Уэдделла ввиду сложностей навигации, обусловленных наличием льда. В июне 1912 года германский исследователь Вильгельм Фильхнер не выявил никаких следов земли после того, как его судно «Дойчланд» (нем. Deutschland — «Германия»), захваченное льдами в море Уэдделла, сдрейфовало к области, указанной Мореллом. Промеры глубин выявили глубину свыше 1500 м, рядом с такой глубиной не может быть никакой суши. Три года спустя полярный исследователь Эрнест Шеклтон, корабль которого «Эндьюранс» (англ. Endurance — «Стойкость»), вмёрз в лёд в этом районе, также подтвердил отсутствие земли.
Ошибка Морелла объяснялась по-разному. Морелл описал своё открытие коротко и прозаично, доказано, что он не искал личной славы, это говорит против версии о намеренном обмане с его стороны. В своём рассказе он передал всю славу открытия Роберту Джонсону — капитану торгового судна, который двумя годами раньше открыл и назвал эту землю. Морелл мог добросовестно заблуждаться, определяя местонахождение своего корабля или неверно вспомнить детали, составляя свой отчёт девять лет спустя. Он мог стать жертвой арктического миража. В 1843 году заслуженный британский морской исследователь Джеймс Кларк Росс доложил о возможном нахождении земли недалеко от «земли Морелла», однако его доклад также не получил подтверждений.

## Экспедиция «Уосп» (1822—1823)
В начале XIX века карты Антарктики представляли собой сплошное «белое пятно», хотя были зарегистрированы случаи, когда была видна суша. В 1822 году Бенджамин Морелл, отправившийся годом ранее к Южным Сандвичевым островам, принял командование шхуной «Уосп» в ходе двухлетнего похода, целями которого были охота на тюленей, исследования и торговля в антарктических морях и южной части Тихого океана. У него также были полномочия «совершать новые открытия». Он предполагал проверить возможность достижения Южного полюса. Путешествие стало первым из четырёх длительных морских походов, предпринятых Мореллом в последующие восемь лет, хотя после первого путешествия он уже больше не возвращался в Антарктику.
22 июня 1822 года «Уосп» вышла из Нью-Йорка. В конце октября судно достигло Фолклендских островов. После этого Морелл потратил 16 дней на бесплодные поиски несуществующих островов Авроры. Далее шхуна направилась к Южной Георгии и 20 ноября встала там на якорь. В своём отчёте Морелл неверно записал позицию своей якорной стоянки, указав её в открытом море на расстоянии 97 км от береговой линии. Затем «Уосп» двинулась на восток для охоты на морских котиков. Согласно Мореллу, 6 декабря шхуна достигла отдалённого острова Буве. По замечанию историка антарктических исследований У. Дж. Миллза, «этот ускользающий остров был найден с невероятной лёгкостью».
Миллз также отмечает ненадёжность описания Мореллом топографических особенностей острова, так как последний постоянно покрыт ледяным щитом. Затем Морелл попытался пройти на юг, но на 60-й параллели наткнулся на толстый слой льда и повернул на северо-восток к острову Кергелен, где 31 декабря встал на якорь.

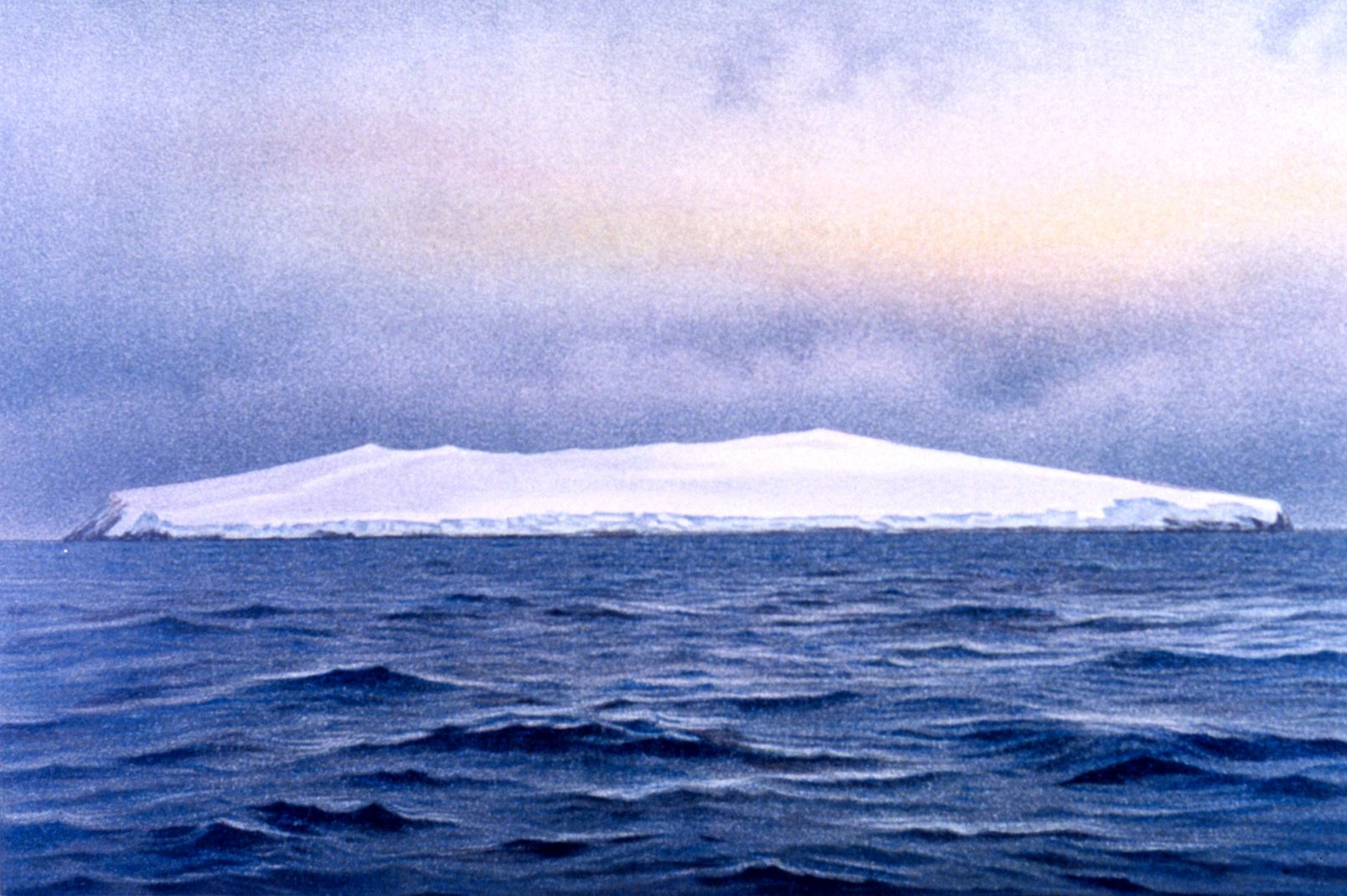
Остров Буве, замеченный 6 декабря 1822

11 января 1823 года после нескольких дней исследований и хорошей охоты шхуна покинула Кергелен, двинувшись сначала на юг, а потом на восток. 1 февраля Морелл отметил свою крайнюю восточную позицию в точке с координатами 64°52’S, 118°27’E. Согласно своему отчёту, Морелл решил воспользоваться сильным восточным ветром и пойти от этой точки на запад к нулевому меридиану по Гринвичу. Его отчёт не изобилует деталями, но показывает, что за 23 дня была пройдена дистанция свыше 5600 км. Достоверность этого утверждения оспаривается: маловероятно, что можно было пройти по прямой с такой скоростью в водах, изобилующих льдами. Кроме того, если принять на веру, что экспедиция зашла так далеко в южные широты, то получится, что Морелл на своём корабле «заплыл» на 100 миль вглубь территории антарктического материка. 28 февраля «Уосп» достигла острова Кэндлмас (из группы Южных Сандвичевых островов). После нескольких дней поисков топлива для корабельных печей 6 марта шхуна направилась на юг, в район, позднее названный морем Уэдделла. Обнаружив, что море свободно ото льда, Морелл достиг 70°14’ южной широты, после чего 14 марта повернул на северо-запад. Своё отступление Морелл объяснял недостатком топлива, хотя ранее он заявлял, что если море будет свободно, то он сможет довести судно до 85° ю. ш. или до самого полюса. Эти слова очень похожи на слова британского исследователя Джеймса Уэдделла при описании его поисков в том же районе месяцем раньше, что даёт историкам повод обвинить Морелла в плагиате результатов Уэдделла.

## Земля на горизонте

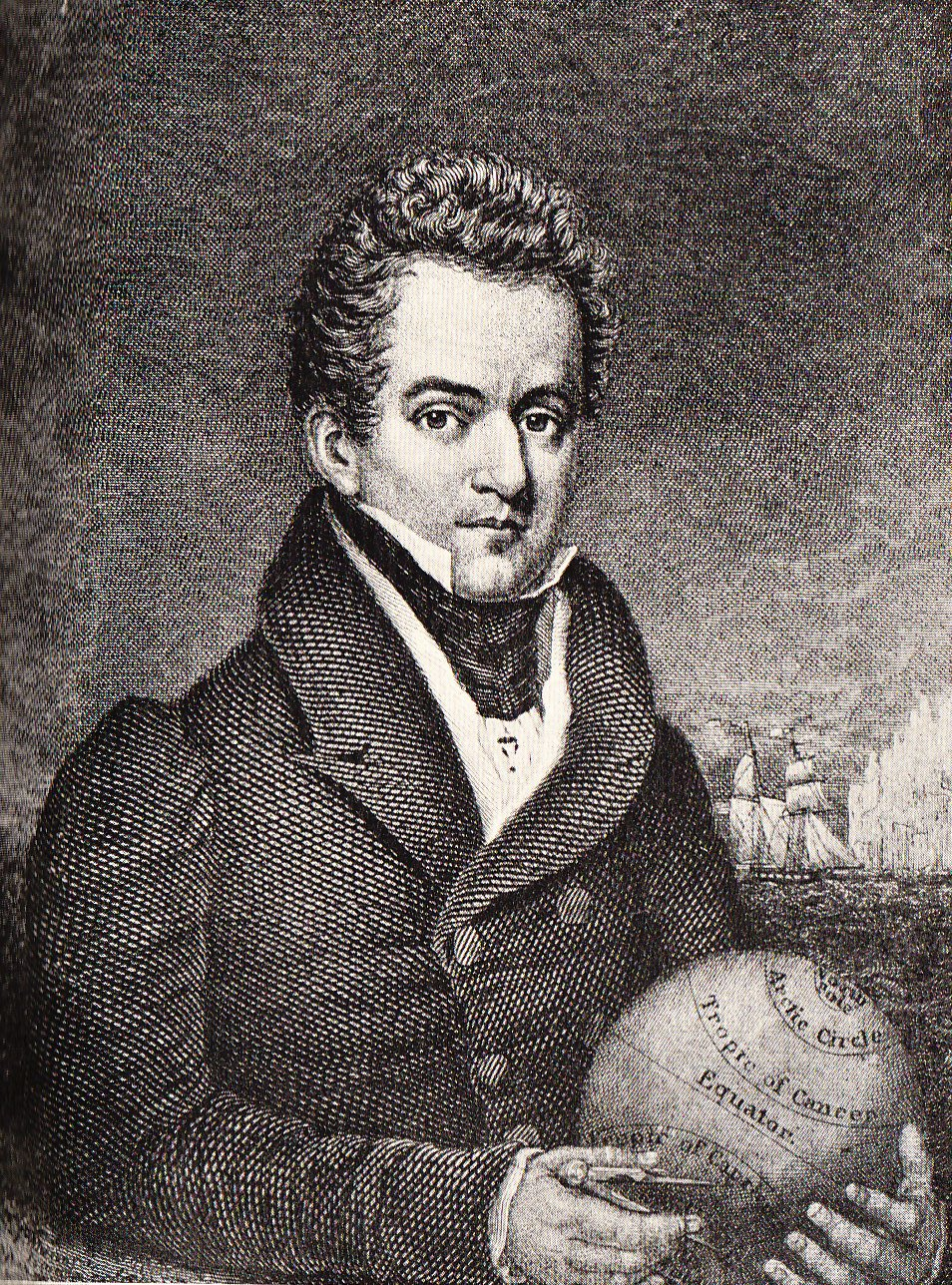
Капитан Бенджамин Морелл

На следующий день, 15 марта, в 2 часа пополудни на борту шхуны «Уосп», направлявшейся на северо-запад по морю, впоследствии названному именем Уэдделла, Морелл отметил: «В трёх лигах (14 км) к западу мачтовый заметил землю». Далее в отчёте: «В половине пятого мы приблизились к земле, которую капитан Джонсон называл Новой Южной Гренландией». Роберт Джонсон, бывший капитан «Уосп», в 1821 году предпринял экспедицию вдоль западного берега антарктического полуострова, назвав его «Новой Южной Гренландией». Морелл ссылается на результаты наблюдений Джонсона, Морелл предположил, что земля, которую он видел в тот момент, была восточным берегом полуострова, чьи географические характеристики и размеры не были тогда известны. Действительная позиция Морелла была на 14° восточнее берега полуострова. Морелл описывал охоту на морских котиков в течение дня во время движения вдоль берега. На следующее утро охота возобновилась, корабль медленно пошёл на юг и продолжил плавание до остановки, вызванной, по словам Морелла, «нехваткой воды и концом сезона». В 120 км к северу он заметил снежные горы и записал, что их можно было различить, удалившись на расстояние 75 миль к югу.
Затем Морелл повернул на север от точки с координатами, вычисленными им как 67°52’S, 48°11’W. Тремя днями спустя (19 марта) корабль прошёл мимо суши, которую он принял за северный мыс земли (координаты 62°41’S, 47°21’W). «Эта земля изобилует морскими птицами всех видов», — писал Морелл. Он также отметил, что видел 3 тысячи морских слонов. В 10 часов «Уосп» «простилась с мрачными берегами Новой Южной Гренландии» — в обширном экспедиционном отчёте более о ней не упоминалось. Шхуна дошла до Огненной земли, прошла через Магелланов пролив в Тихий океан и 26 июля 1823 года достигла Вальпараисо (Чили).
В ходе первых плаваний в Южный океан в течение XVI века земли, которые впоследствии были признаны несуществующими, время от времени появлялись в докладах моряков, проходивших в этих водах. Полярный историк Роберт Хедланд из Института полярных исследований имени Скотта предполагал различные причины ложного видения этих земель — от «избытка рома» до «намеренного обмана с тем, чтобы отвлечь корабли соперников от хороших мест для охоты на морских котиков». Большие массы льда, на которых были россыпи камней, могли показаться скалами, а ледники — берегами суши, так как грязный лёд можно спутать с землёй. Вполне возможно существование некоторых из этих земель, которые могли впоследствии погрузиться в море ввиду вулканической активности. Некоторые могли видеть и ныне существующие земли, но ошибиться в определении координат ввиду погрешностей хронометров, неблагоприятной погоды или собственной некомпетентности.

## Поиски земли Морелла

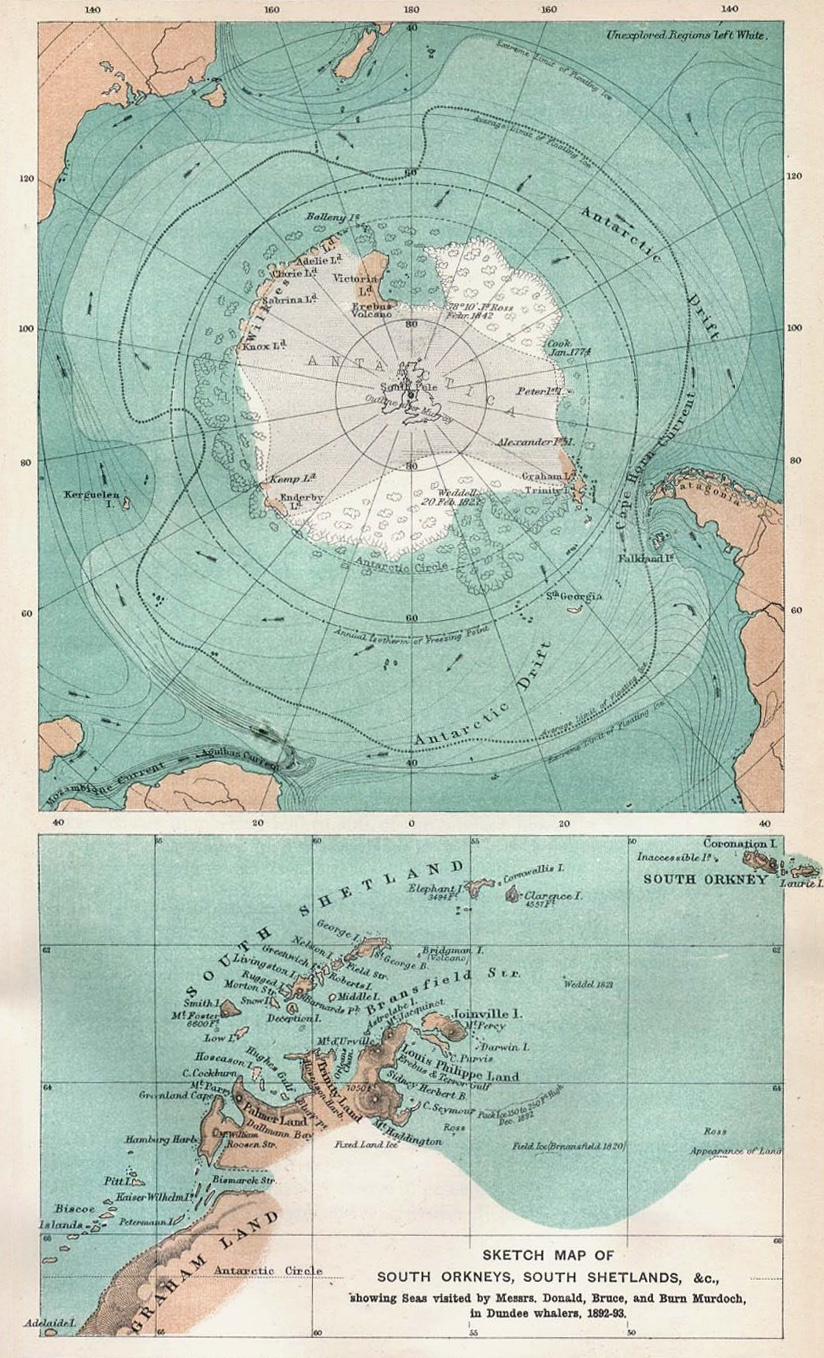
Карта Антарктики 1894 года, показывающая исследованные области Антарктики 70 лет спустя после Морелла. Нижняя карта показывает появление земли Росса, но не Новой Южной Гренландии

В 1838 году французский исследователь Дюмон-Дюрвиль пошёл мимо «северного мыса» «Новой Южной Гренландии», но никакой земли там не обнаружил. Это событие, а также сам характер отчёта Морелла, его явные ошибки и репутация автора как хвастуна, «героя автобиографического романа героического жанра» (по словам британского географа Хью Роберта Милла), заставила многих географов игнорировать заявления Морелла. Сомнения не исчезли и после доклада сэра Джеймса Кларка Росса о появлении земли в 1843 году недалеко от точки, где её якобы наблюдал Морелл, хотя слова Росса и сыграли роль в поддержке заявлений Морелла. До 1903 года никто не заходил в море Уэдделла, пока Уильям Спейрс Брюс на корабле «Скотия» не достиг 74°1’S, но не нашёл в этом секторе земли, увиденной Мореллом и Россом. Однако Брюс в целом положительно относился к Мореллу и писал, что его заявления не должны отвергаться, пока не будут полностью опровергнуты.
Первый направленный поиск Новой Южной Гренландии состоялся в ходе второй германской арктической экспедиции 1911—1912 годов под руководством Вильгельма Фильхнера. Корабль «Дойчланд» был захвачен льдами, когда экипаж пытался основать базу на берегах залива Вахсела. Последующий ледовый дрейф в середине июня 1912 года привёл корабль в точку на 60 км восточнее от места, где Морелл видел землю. 23 июня Фильхнер с двумя товарищами захватил трёхнедельный запас провизии и оставил судно, направившись на запад по льду в поисках земли Морелла. Световой день длился всего два-три часа, температура падала до −35 °C, что затрудняло путешествие. Группа прошла 50 км, проводя периодические наблюдения. Они не нашли признаков земли, свинцовый груз, сброшенный через дыру во льду, пока верёвка не оборвалась, достиг отметки 1 600 метров, подобная глубина подтвердила, что поблизости не было суши, рядом с такой глубиной не могло было быть земли. Фильхнер пришёл к выводу, что Морелл стал жертвой миража.
17 августа 1915 года корабль «Эндьюранс» сэра Эрнеста Шеклтона, который вмёрз в лёд за три года до этого, отдрейфовал к точке в 10 миль к западу от позиции, отмеченной Мореллом. Замер глубин показал 1676 фатомов (3000 м). Шеклтон написал: «Я решил, что земля Морелла должна быть добавлена в длинный список антарктических островов и берегов, превратившихся в айсберги». Новый промер глубин 25 августа показал 1900 фатомов (3500 м); Шеклтон получил дополнительное доказательство отсутствия Новой Южной Гренландии.
Хотя поиски и наблюдения Фильхнера и Шеклтона были приняты как разоблачение мифа о Новой Южной Гренландии, оставался открытым вопрос о достоверности сообщения сэра Джеймса Росса о появлении земли возле точки с координатами 65°S, 47°W. Репутация Росса была достаточно весомой, к его сообщениям относились серьёзно, результаты его наблюдений заносились на карты, в том числе на карты Адмиралтейства. В 1922 году Фрэнк Уайлд, возглавивший экспедицию Шеклтона-Роуэтта на борту «Квест» (англ. Quest — «Поиск») после ранней смерти Шеклтона в ходе экспедиции, обследовал область, где Росс видел сушу. Уайлд ничего не обнаружил, для большей достоверности он промерил глубину в точке с координатами 64°11’S, 46°4’W, результат — 4300 м. Рядом с такой глубиной не могло быть никакой земли.

## Мнения и теории
Согласно У. Дж. Миллзу, среди современников у Морелла была репутация «самого большого вруна в Южном Океане». Миллз называл поход Морелла на запад от его самой дальней восточной позиции «невозможным… неправдоподобно быстрым, не говоря уже о прохождении к югу от побережья на большей части пути». В поисках объяснений изобилия ошибок координат и временных дат Миллз предположил, что, когда Морелл спустя девять лет писал отчёт о своём путешествии, у него уже не было доступа к вахтенному журналу корабля и, следовательно, чтобы привести отчёт в порядок, «он мог быть вынужден дополнять его наиболее вероятными деталями». По мнению Миллза, этим и объясняется изобилие ошибок при определении координат и времени.
Хьюго Роберт Милл, отмечавший в 1905 году (перед решающим опровержением существования Новой Южной Гренландии) явную абсурдность некоторых событий, описываемых Мореллом, сделал заключение, что ввиду грубых ошибок и привычки Морелла включать в свои истории опыт других исследователей следует считать все его заявления недоказанными. Несмотря на это, Милл допустил, что «человек, которого могут считать невежественным, хвастливым и невразумительным, всё же сделал основательную работу». Канадский географ Пол Симпсон-Хасли подошёл более благожелательно к отчёту Морелла. Канадец полагал, что Морелл, двигаясь на запад, развил хотя и быструю, но вполне возможную скорость, и что Морелл вполне мог продвинуться на юг до 70° южной широты. Милл подверг это сомнению, он считал, что для такого продвижения температуры воздуха и воды должны были быть на 10—15 градусов выше. Однако месяцем раньше Джеймс Уэдделл прошёл на четыре градуса южнее, чем Морелл.
Писатель Руперт Гулд, включивший длинное эссе о Новой Южной Гренландии в своё произведение «Загадки» (англ. Enigmas), опубликованное в 1929 году, склонялся к версии о честности Морелла. Он опроверг предположение, что Морелл мог просто приврать о появлении земли ввиду малодостоверности его открытия, описанного им в его 500-страничном отчёте. Гулд писал: «Если Морелл хотел получить незаслуженную репутацию исследователя Антарктики, можно было бы предположить, что он мог сделать это лучше, чем спрятать доказательства (после того, как он вообще их забыл) в непримечательном углу столь обширной книжки». На несколько страницах своего отчёта, посвящённого Антарктике, он описал своё открытие коротко и как факт, и приписал его не себе, а капитану Джонсону, сделавшему открытие двумя годами раньше.

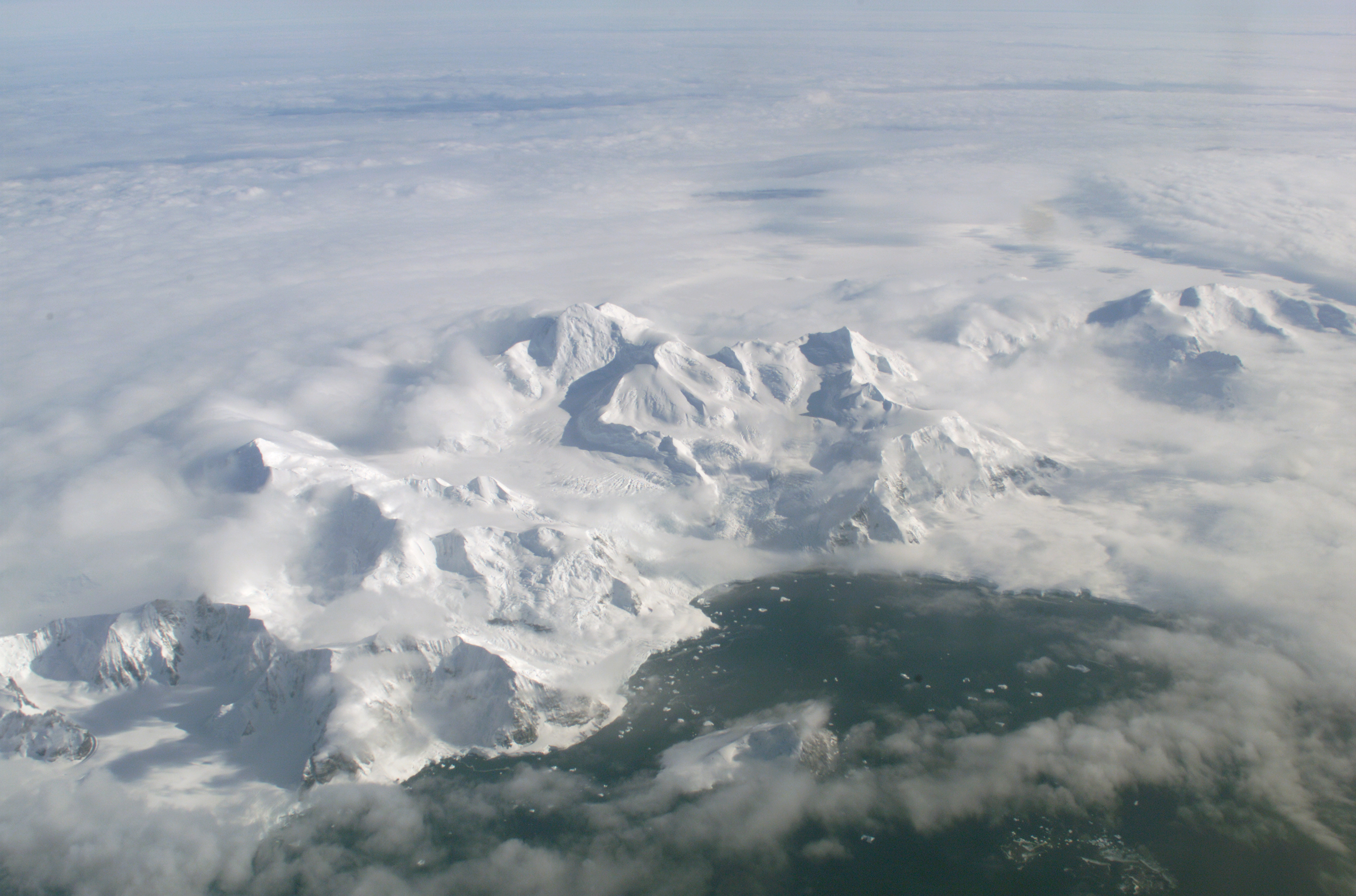
Шельфовый ледник Ларсена, на восточном берегу антарктического полуострова

Гулд также обсуждает возможность того, что Морелл на самом деле видел восточный берег Земли Грейама (часть Антарктического полуострова), также называемый берегом Фойна. Берег Фойна расположен в 14° западнее от места, где Морелл наблюдал землю. В доказательство Гулд утверждает, что береговая линия полуострова соответствует описанию береговой линии, сделанной Мореллом. Эта теория опирается на возможную ошибку, которую мог совершить Морелл при вычислении позиции корабля, ввиду того, что у него не было хронометра, необходимого для точных навигационных исследований. В своём отчёте Морелл упоминал об отсутствии различных навигационных и математических инструментов. Однако в других частях его рассказа географические координаты определяются достаточно верно. В любом случае, ошибка в 14° при определении долготы слишком велика. В районе Южных Сандвичевых островов позиция корабля была определена достаточно аккуратно, и расстояние в 560 км оттуда до берега Фойна кажется слишком большим для десятидневного похода. Гулд утверждает, что «баланс доказательств» показывает, что Морелл видел берег Фойна.
Точку зрения Фильхнера, что видение Новой Южной Гренландии было миражом, поддержал Симпсон-Хасли. Он полагал, что Морелл и его экипаж видели верхний мираж, называемый «фата-моргана», который исказил далёкую ровную береговую линию или линию льдов как вертикально, так и горизонтально, превратив их в видение высоких скал, горных пиков и долин. В своём экспедиционном отчёте «Юг» (англ. South) Шеклтон даёт описание наблюдения фата-морганы 20 августа 1915 года на борту «Эндьюранс», дрейфующего недалеко от позиции, где была замечена Новая Южная Гренландия: «Далёкие льды выросли в возвышающийся барьер скал, которые превращались в голубые озёра и протоки в отражении на воде у их основания. Большие белые и золотые города Востока появлялись на небольшом расстоянии [друг от друга] вдоль этих вершин скал. Линии поднимались и падали, дрожали, рассеивались и появлялись снова, изменяясь бесконечно».
|                                                    |
| Пример миража Фата-моргана (на побережье Норвегии) |

## Дальнейшая судьба Морелла и Джонсона
Первое путешествие Морелла закончилось 21 августа 1831 года по его возвращении в Нью-Йорк. Впоследствии он написал свой «Рассказ о четырёх путешествиях», опубликованный в 1832 году. Он попытался продолжить карьеру, безуспешно пытаясь найти место работы в лондонской корабельной фирме братьев Эндерби, но из-за скандальной репутации его услуги были отвергнуты. Чарльз Эндерби прилюдно заявил, что «так много о нём слышал, что не считает возможным заключать с ним любое соглашение». Морелл также добивался участия в экспедиции Жюля Дюмона-Дюрвиля в море Уэдделла в 1837 году, но ему было отказано. Морелл, пытаясь вернуться на Тихий океан, заболел лихорадкой в Мозамбике и там скончался в 1839 году в возрасте 43 или 44 лет. Остров Морелла был назван в его честь (59°27’S, 27°19’W). Другое название — остров Туле в подгруппе Южного Туле — трёх самых южных островов архипелага Южных Сандвичевых островов. Капитан Роберт Джонсон, давший название Новой Южной Гренландии, пропал без вести вместе со своим кораблём в водах моря, впоследствии названного морем Росса.

## Комментарии
1. ↑  Подробности о ранних наблюдениях земли Антарктиды, в том числе Беллинсгаузеном, см. Headland, 1989, pp. 108—130.
2. ↑  Морелл предпринял и последующие путешествия: в Тихий океан, к западным и южным берега Африки и в Индийский океан, но уже на других кораблях[5].
3. ↑  Острова Авроры были одними из многочисленных островов-призраков, появление которых было замечено в антарктических водах, сейчас доказано, что они не существуют. См. Категория:Острова-призраки.
4. ↑  Гулд показывает, что, согласно вычислениям Морелла, в ходе этого похода 1450 км было пройдено за 4 дня, это необыкновенная скорость. Даже Гулд, симпатизирующий Мореллу, сомневается в этом[10].
5. ↑  Джеймс Уэдделл, впервые обследовавший этот район месяцем раньше Морелла, назвал это море именем короля Георга IV, но это название не было принято; в 1900 году море было названо именем самого Уэдделла[11].
6. ↑  Название Джонсона не было принято; в 1831 году было принято название Земля Грейама[16].
7. ↑  Уильям Брюс прошёл на юг по 22°W западной долготы[23].
8. ↑  Гулд использовал термин «берег Фойна» для обозначения всего восточного берега Земли Грейама. На самом деле «берег Фойна» — приблизительно 40-мильная полоса берега, отделённая от моря Уэдделла ледовым шельфом Ларсена[34].
9. ↑  Из описанных им в «Рассказе о четырёх путешествиях».
10. ↑  «Уосп» была заменена после первого путешествия, «Тартар» (англ. Tartar) использовался во втором путешествии, «Антарктик» (англ. Antarctic) — в третьем и четвёртом.